# Continuous Broadcast Augmenting SATCOM
Continuous Broadcast Augmenting SATCOM plus connu par son acronyme CBAS est un satellite de télécommunications militaires américain géostationnaire dont deux exemplaires ont été lancés respectivement en avril 2018 et janvier 2023. Le satellite est construit par Boeing. Selon son opérateur, l'Armée de l'Air américaine, est conçu pour assurer les liaisons avec les responsables militaires et les commandants militaires. Aucune information précise sur le positionnement de ce satellite par rapport aux trois autres systèmes de télécommunications militaires géostationnaires américains (AEHF, MUOS et WGS) ni sur ses caractéristiques précises, n'ont été communiqué. Le satellite est injecté directement sur une orbite géostationnaire par une version lourde du lanceur Atlas V (551) en 2018   et par le lanceur Falcon Heavy en 2023. D'après la capacité du lanceur Atlas V 551 et les caractéristiques des charges utiles secondaires embarquées pour le tir de 2018, CBAS devrait avoir une masse comprise entre 2 et 3 tonnes (sans moteur d'apogée),.